# Le Boulou
Le Boulou [bulu] je francouzská obec ležící na jihovýchodě departementu Pyrénées-Orientales v regionu Okcitánie. Historicky a kulturně se nachází v comarce Vallespir, historickém území náležejícím ve středověku k vikomtství Castelnou a připojeném k Francii smlouvou o Pyrenejích z roku 1659. Území zhruba kopíruje tvar údolí řeky Tech od jejího pramene až po obec Céret.
Obec je vystavena středomořskému klimatu a odvodňována řekami Tech, Maureillas, Correc del Salt de l'Aygue, Valmagne a různými dalšími menšími vodními toky. Město má na svém území pozoruhodné přírodní dědictví, jež představuje lokalita Natura 2000 s názvem „Tech" a tři přírodní oblasti zajímavé z hlediska ekologie, fauny a flóry.
Boulou je obec městského charakteru, od roku 1962 zažívala prudký nárůst populace a k roku 2021 měla 5 321 obyvatel. Nachází se v urbanistické jednotce (unité urbaine) Boulou a je součástí funkční oblasti (aire d'attraction) Perpignan. Jeho obyvatelé se nazývají Boulounencqs nebo Boulounencques.
V katalánštině se obec nazývá „El Volo“.